# جون فايس
جون فايس (بالإنجليزية: John Weis)‏ هو سياسي أمريكي، ولد في 5 ديسمبر 1911، وتوفي في 17 أكتوبر 1992. حزبياً، نشط في الحزب الجمهوري. وقد انتخب عضو مجلس نواب أوهايو.